# Europäisches Dokumentationszentrum
Die Europäischen Dokumentationszentren (EDZ; französisch Centres de documentation européenne; CDE) sind EU-Bibliotheken, Archive und Informationszentren in einem. Als Ansprechpartner für Wissenschaft und Region recherchieren, beraten und informieren diese Einrichtungen zu allen Themenbereichen der Europäischen Union (EU). Sie gewährleisten, dass die Dokumente und Publikationen der EU für Forschung und Lehre, aber auch der interessierten Öffentlichkeit zugänglich sind.

## Geschichte und Organisation
Die ersten Europäischen Dokumentationszentren (EDZ) wurden 1963 eingerichtet, vorwiegend an wissenschaftlichen Einrichtungen, die in Lehre und Forschung den Schwerpunkt „Europäische Integration“ nachweisen konnten. Die Gründung der EDZ beruht auf einer Vereinbarung zwischen der Europäischen Kommission und den Trägern der EDZ.
Die Europäischen Dokumentationszentren sind vernetzt: sie gehören dem Europe Direct Informationsnetzwerk an und arbeiten eng mit den Europäischen Institutionen sowie mit EU-bezogenen Fachnetzwerken und Beratungsstellen zusammen (regional, national und international).
In den Mitgliedstaaten der Europäischen Union arbeiten zurzeit ungefähr 350 Europäische Dokumentationszentren, darunter 31 in Deutschland. Sie sind vorwiegend Universitäten, Universitätsbibliotheken und wissenschaftlichen Institutionen angegliedert.

## Aufgaben
Die Europäischen Dokumentationszentren sind Beratungs-, Recherche- und Servicestellen für Literatur, amtliche Dokumente sowie elektronische Medien von der und über die EU. Sie sammeln und erschließen diese Ressourcen als Spezialbibliotheken vor Ort und unterhalten eigene Projekte zur Archivierung elektronischer Dokumente (z. B. ArchiDok). Sie helfen bei der Literatursuche zu europäischen Themen, beraten beim Umgang mit dem elektronischen Informationsangebot der EU-Einrichtungen und fördern Informationskompetenz durch gezielte Schulungen und Workshops. Mit ihrem Service unterstützen sie Lehrende, Forschende und Studierende sowie alle, die sich für EU-Themen interessieren, mit dem Ziel, den europäischen Integrationsprozess auch vor Ort transparent und präsent zu machen. Weiterhin wirken EDZ bei der Vorbereitung und Durchführung von Veranstaltungen zu europäischen Themen mit und vermitteln Kontakte zu regionalen, nationalen und internationalen Stellen mit EU-Bezug.

## Datenbanken der Europäischen Union
Europäische Dokumentationszentren bieten Zugriff und beraten im Umgang mit den Datenbanken der EU, wie z. B.:
- EUR-Lex (Zugang zum EU-Recht)
- Eurostat (Europäische Statistik)
- Curia (Rechtsprechung des Europäischen Gerichtshofs)
- Legislative Observatory (kurz Oeil oder Œil) des Europäischen Parlaments
- TED (Tenders Electronic Daily; Ausschreibungen zum europäischen Auftragswesen)
- CORDIS (EU-Forschungsinformationsdienst)
- und viele andere